# Ōi Katsushika

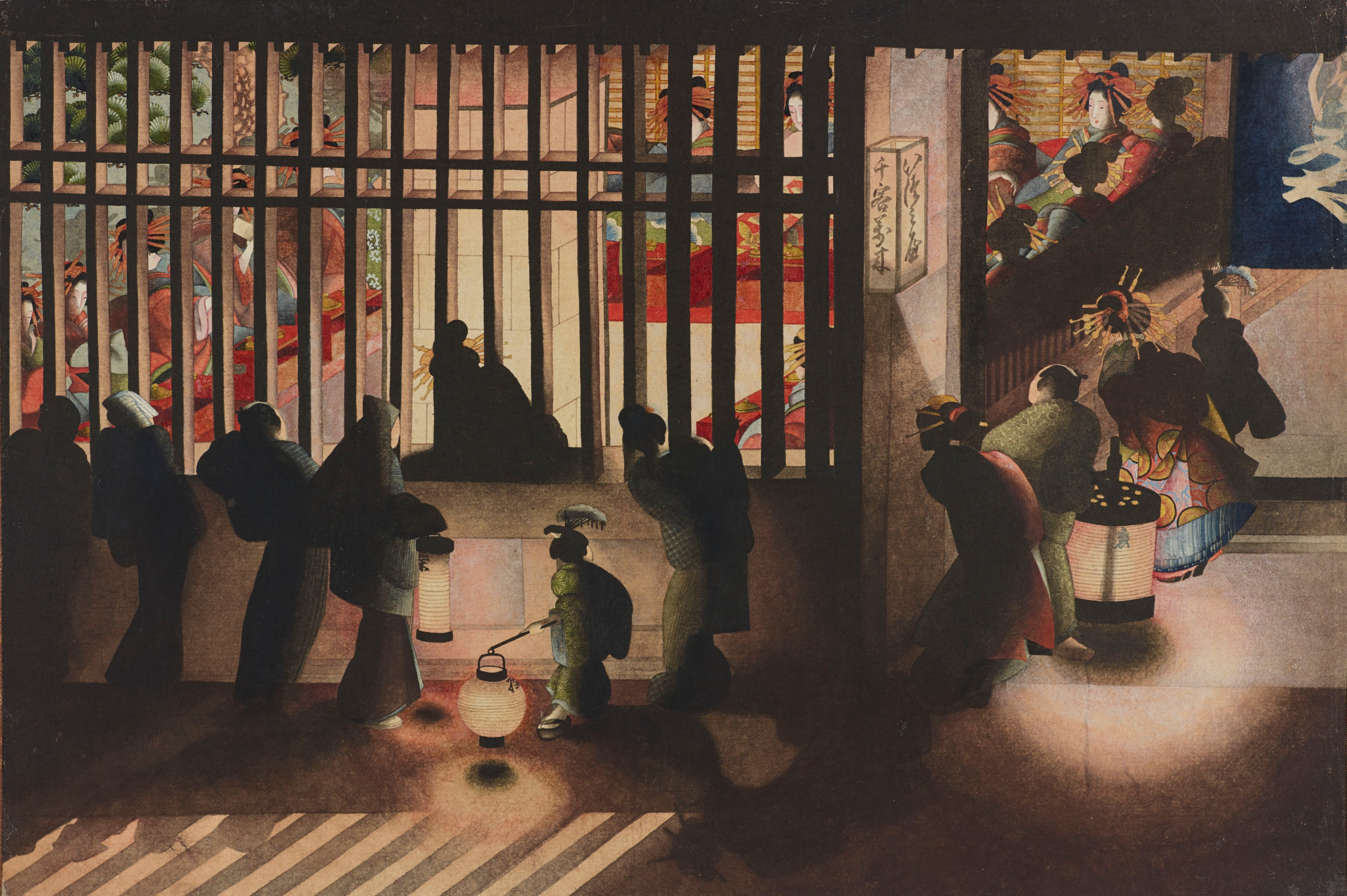
Cảnh đêm ở Yoshiwara (原格子先之) của Ōi Katsushika

Ōi Katsushika (葛飾 応為 (Cát Sức Ưng Vị) 1800 — 1866), hay còn gọi là Ei (栄 (Vinh)), là một nghệ sĩ Ukiyo-e người Nhật Bản vào cuối thế kỷ 19 của thời kỳ Edo. Mẹ của bà là vợ thứ hai của Hokusai. Ōi là một họa sĩ tài ba, bà cũng làm trợ lý cho cha mình. Có nhiều giả thuyết về nguồn gốc tên của bà, bao gồm Ei (tên được đặt), Ei-jo ("jo" có nghĩa là "phụ nữ" hoặc "con gái" trong tiếng Nhật), Oi ("trung thành với itsu") và O-Ei (お栄? với "O" là chức vị danh dự cho tên phụ nữ trong thời kỳ Edo, Nhật Bản).

## Tiểu sử

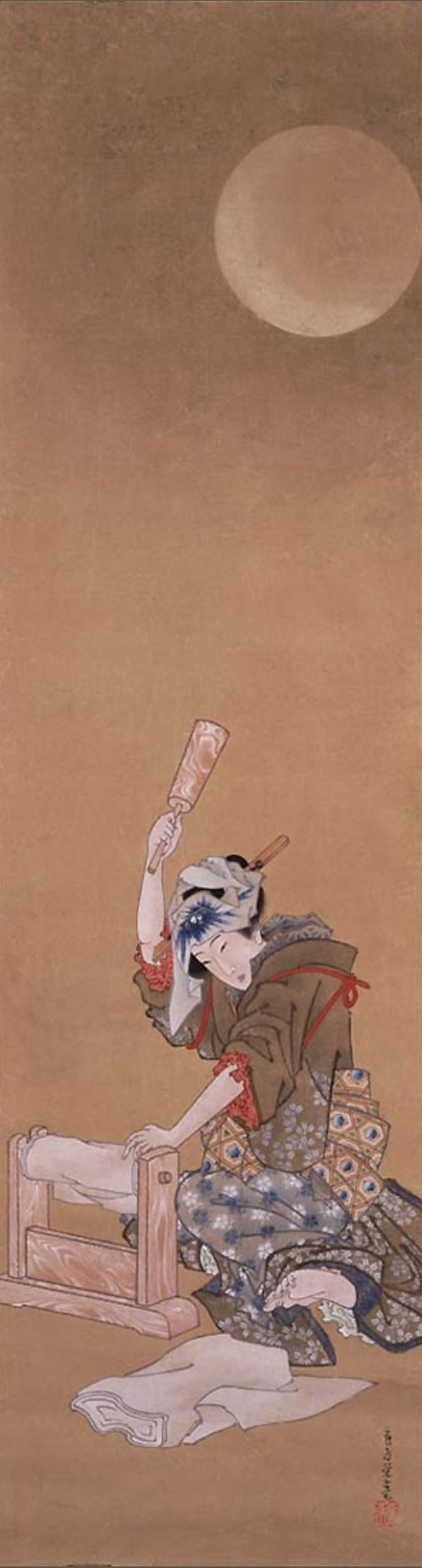
Kinuta hay Mỹ nhân dệt vải dưới ánh trăng (thế kỷ Edo thế kỷ 19) của Katsushika Ōi

Ngày sinh và ngày chết của Ōi không rõ. Bà là con gái của nghệ sĩ ukiyo-e Hokusai Katsushika (1760—1849).  Hokusai đã kết hôn hai lần; cuộc hôn nhân đầu tiên  sinh ra một đứa con trai và hai cô con gái, và cuộc hôn nhân thứ hai, với một người phụ nữ tên là Koto (こと), bà hạ sinh một đứa con trai và một hoặc hai cô con gái.  Người ta cho rằng Ōi được sinh ra vào khi ông Hokusai 37 tuổi:  năm Kansei thứ 12 (k. 1800). 
Ōi kết hôn với họa sĩ Tōmei Minamisawa  trong k. 1824. Hai vợ chồng không hòa hợp nhau,  và bà thấy ông là một họa sĩ nghèo. Họ ly dị vào khoảng năm 1827;  bà trở về nhà của cha mình và không bao giờ tái hôn. Sau đó, Ōi đã hỗ trợ ông Hokusai trong tác phẩm nghệ thuật của ông cũng và tự sản xuất các tác phẩm cho riêng mình. Về tấm chân dung bijin-ga của bà về người đẹp, Hokusai được cho là đã nói với mọi người rằng, "Chân dung bijin-ga tôi tự vẽ không phải là đối thủ của Oei."  Mẹ của Ōi mất vào k. 1828.  Nơi ở và tình hình của Ōi bặt vô âm tín trong vài năm sau cái chết của cha cô năm 1849. 
Ōi không chỉ thừa hưởng tài năng nghệ thuật của cha bà, mà còn tính cách của ông về một tinh thần tự do. Cả hai đều không quan tâm đến của cải vật chất và việc nhà. Cả Ōi và cha bà đều vẽ cả ngày, và vì không ai nấu ăn nên họ thường sẽ đi đến một khu chợ gần đó và mua thức ăn chế biến sẵn. Sau một thời gian khi ngôi nhà trở nên không phù hợp để sống, họ sẽ đi và tìm một nơi khác để sống.
Về những lời truyền miệng về Ōi , Iitsu Tsuyuki, một học trò của Hokusai trong những năm sau này, mô tả bà có một tính cách lập dị như cha bà và thiên hướng độ lượng—bà có ước mong trở thành một nữ hiền triết Tây An. 

## Tác phẩm
Ōi nổi tiếng về viết chữ đẹp và vẽ những bức tranh bijin-ga về những người phụ nữ xinh đẹp. Sau đây là danh sách lựa chọn các tác phẩm của bà.
- Kinuta hay Mỹ nhân dệt vải dưới Ánh trăng (không rõ ngày tháng) — Bản in mộc bản một tờ. Nằm trong bộ sưu tập của bảo tàng quốc gia Tokyo .
- Cảnh đêm Yoshiwara (không rõ ngày tháng) — Một phần tên của bà có thể thấy trong bức tranh này, được đặt ở ba lồng đèn khác nhau với các kí hiệu "O", "i" và "Ei". Nằm trong bộ sưu tập của Bảo tàng Nghệ thuật Tưởng niệm Ukiyo-e Ōta .
- Khung cảnh Kuruwa (không rõ ngày tháng) — thuộc bộ sưu tập của Bảo tàng Nghệ thuật Tưởng niệm Ukiyo-e Ōta.
- Mỹ nhân đêm xu (không rõ ngày tháng) — Bộ sưu tập Bảo tàng Nghệ thuật Menard.
- Trăm mắt (không rõ ngày tháng) — thuộc bộ sưu tập của Bảo tàng Hokusai.
- Núi Phú Sĩ qua Rừng Tre (không rõ ngày tháng) - Tranh cuộn; mực và màu trên lụa. Thuộc bộ sưu tập của Bảo tàng Hokusai.
- Ba người phụ nữ chơi nhạc cụ ( k. 1818–1844 , tức là từ thời kì Bunsei đến thời kì Tenpō) — Tranh cuộn; mực và màu trên lụa. Thuộc bộ sưu tập của Bảo tàng Mỹ thuật, Boston.
- Mổ tay Quan Vũ (k. 1818–1854) — Tranh cuộn; mực, màu và lá vàng trên lụa. — thuộc bộ sưu tập của Bảo tàng Nghệ thuật Cleveland .

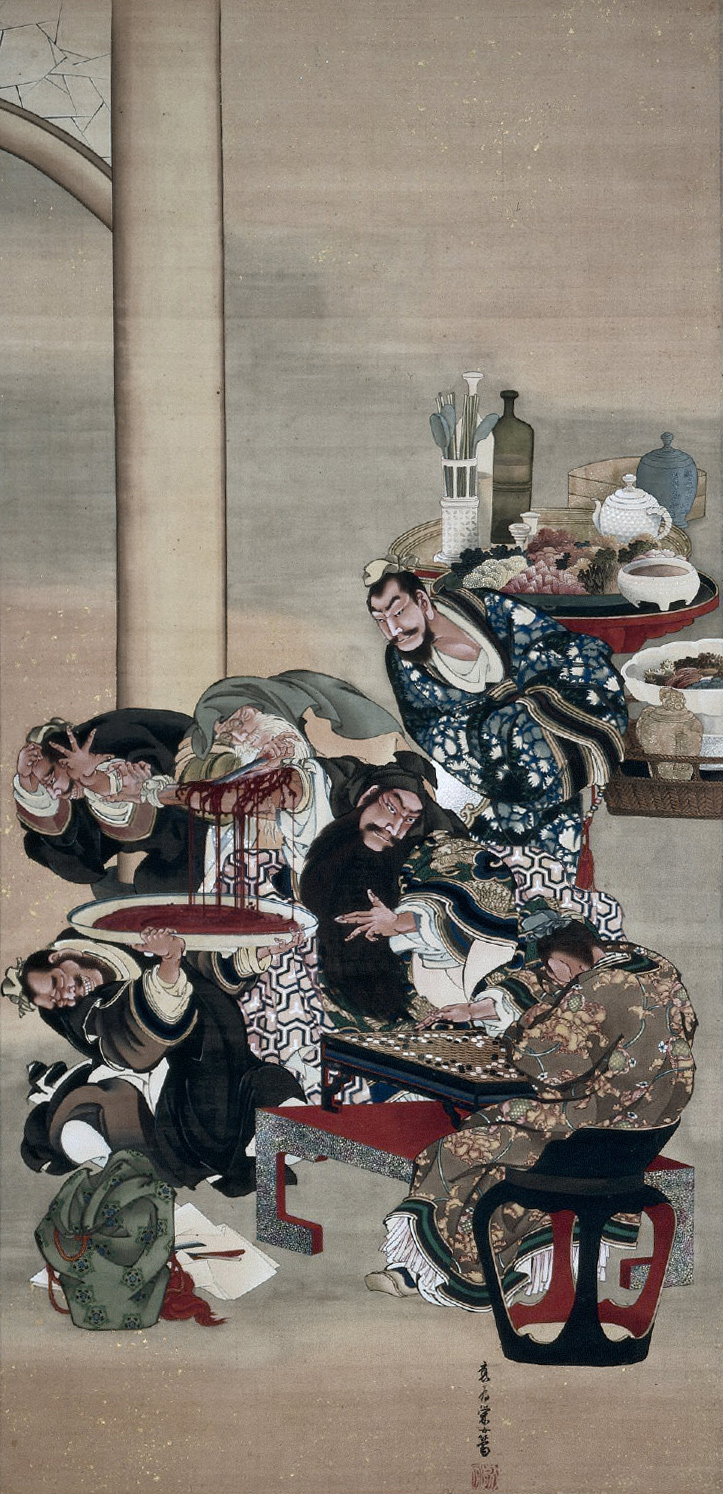
Mổ tay Quan Vũ

- Ngàn năm Yamato trường thọ Hyakunin isshu Yamato (1829) [4] — Ảnh.
- Cảnh đêm ở Yoshiwara — Bảo tàng Nghệ thuật Tưởng niệm Ota.[5]

Bà cũng đã được ghi nhận là một họa sĩ minh họa cho các cuốn sách sau.
- Cẩm nang minh họa cho cuộc sống hàng ngày cho phụ nữ (1847) - Sách in khắc gỗ. Bộ sưu tập của Ravicz.[6]
- Một từ điển ngắn gọn của Sencha (1848) [7]

Ngoài cạnh vẽ tranh nghệ thuật, Ōi còn làm búp bê keshi ningyō và bán chúng để kiếm sống.

## Di sản
Rất ít tác phẩm của Ōi được biết đến: trong số đó, một vài bức tranh nikuhitsu-ga, tranh minh họa cho cuốn sách Onna Chōhō-ki ( 女重宝記, 1847) bởi Ranzan Takai (高井 蘭山), và không có bản in. 
Tiểu thuyết gia người Canada Kinda Govier đã viết một cuốn tiểu thuyết dưới góc nhìn thứ nhất về Ōi với tựa đề The Ghost Brush (2010,  cũng có tựa đề Con gái của nhà họa sĩ). 
Câu chuyện về Ōi đã được chuyển thể thành truyện tranh với tên Miss Hokusai (1983, 87), và đã được chuyển thể thành phim hoạt hình vào năm 2015. Câu chuyện kể về một O-Ei thẳng thắn, con gái của nghệ sĩ nổi tiếng Tetsuzō, người mà đôi khi tranh của cô vẽ không được công nhận. Bộ phim đã giành được nhiều giải thưởng.
Katsushika Ōi cũng xuất hiện trong trò chơi Fate/Grand Order với tư cách là một Anh Linh lớp Foreigner, cùng với Hokusai Katsushika.
Asai Makate viết tiểu thuyết Kurara (novel) dựa trên cuộc đời của Ōi và được xuất bản vào năm 2016 sau khi xuất bản sê-ri trong năm 2014–2015, và một bộ phim truyền hình của NHK với tựa đề Kurara: Hokusai no Musume ( "Kurara: Con gái của Hokusai" ) công chiếu vào năm 2017, với sự tham gia của Miyazaki Aoi .